# Nazaré (1.ª temporada)
A primeira temporada de Nazaré foi exibida na SIC de 9 de setembro de 2019 a 5 de julho de 2020.
Contou com Carolina Loureiro, José Mata e Afonso Pimentel nos papéis principais.

## Sinopse

### 1.ª fase
Nazaré (Carolina Loureiro) para salvar a mãe, é obrigada a trair Duarte (José Mata), um playboy, filho de um magnata da indústria de móveis. Sempre teve tudo o que quis e o melhor que o dinheiro pode comprar. Adora carros velozes, mulheres e nunca trabalhou.
Nazaré é a única filha de Matilde (Custódia Gallego). O pai, Joaquim (Rogério Samora), deixou-as quando Nazaré ainda era pequena. Desse tempo ficaram as memórias das sucessivas depressões da mãe, que nunca se conformou.
Anos depois, foi diagnosticado em Matilde um tumor no cérebro e Nazaré é a única que cuida dela. Só se têm uma à outra. A família mais pequena do mundo. A única coisa que sabe sobre o pai é que cometeu um homicídio, fugiu e deixou a mãe no desespero.
Nazaré só pensa em fazer tudo o que for preciso para salvar a mãe. As suas muitas pesquisas levam-na a um médico-cirurgião londrino, que já teve sucesso em casos parecidos com o da mãe, um médico tão eficaz como caro.
Glória (Luisa Cruz), é dona de um restaurante. Ela tem dois filhos, Matias (Pedro Sousa) e Toni (Afonso Pimentel). Ambos ajudam a mãe no negócio de família, mas dedicam-se também a assuntos obscuros.
Matias namora com Patrícia (Aurea), mas é secretamente apaixonado por Nazaré. Ela está a assaltar a Quinta dos Blanco juntamente com o namorado, depois de ele a convencer de que o fogo anda longe. Mas o vento faz com que o incêndio mude bruscamente de direção e os encurrale. No meio do pânico, os dois separam-se, e é aí que Nazaré encontra Duarte e tira-o do inferno.
A aliança de sobrevivência que os dois forjam naquela noite transforma-os em heróis, fazendo com que surjam sentimentos intensos.
Mas tudo acaba tão repentinamente como começa. Duarte fica ferido e é levado para o hospital, onde permanece inconsciente.
Uma troca de dados faz com que seja dado como morto. Para Félix (Albano Jerónimo) e Verónica (Sandra Barata Belo) é tempo de festejar e ficar com o espólio dos crimes.
Mas o esquema de ambos sofre uma inesperada reviravolta, quando Duarte aparece nas cerimónias fúnebres, determinado a assumir a sua herança.
A tragédia muda-o profundamente. Não desconfia do envolvimento do tio na morte do pai e continua a confiar-lhe a vice-presidência da Atlântida, mas quer assumir a presidência e tornar-se alguém de quem António se orgulharia.
Félix fica furioso com o falhanço, mas sabe que um novo atentado levantaria suspeitas. Com medo que Nazaré tenha visto mais do que devia, procura-a.
Nessa altura, constata que ela não sabe do seu envolvimento nos incêndios e percebe que a fixação de Duarte por Nazaré pode servir os seus intentos.
Com isso em vista, o vilão faz-lhe a proposta: dá-lhe dinheiro para operar a mãe se, em troca, ela seduzir o sobrinho e aceitar fazer tudo o que ele mandar. Caso contrário, tem meios para acusar Nazaré do incêndio e da morte de algumas pessoas. Encurralada, ela cede à chantagem.
O esquema para apanhar Duarte é desenhado ao pormenor por Félix e Nazaré vai seguir o plano à risca… mas não será tão fácil como ela pensava.
Além da feroz oposição de Bárbara (Filipa Areosa), namorada de Duarte, ela terá de lidar também com Toni, que, sem ela saber, foi um dos incendiários do pinhal, e Matias, que não conseguirá continuar a esconder os seus sentimentos e vai lutar com o irmão pela mesma mulher.

### 2.ª fase
Seis meses depois, surge um outro vilão na história.
Nuno Saavedra (António Pedro Cerdeira) perdeu a mulher no dia do incêndio e culpa Nazaré e Toni pela tragédia. Este homem rapta Nazaré e Toni, droga-os e prende-os dentro de um carro no pinhal. O objetivo é pegar-lhes fogo para que morram queimados, como a sua mulher, mas Duarte chega a tempo de os salvar.
Nazaré é presa pelo assassinato de António e quase morre na prisão duas vezes, a mando de Verónica. Mas alguem a iliba com o vídeo da morte de António, provando que foi Félix quem matou António. Mais tarde, é revelado que foi Ismael (Tiago Aldeia) quem supostamente matou Félix, tendo sido um acidente, e sendo mais tarde revelado que havia dois disparos e que quem matou Félix havia sido outra pessoa e não o Ismael.
Entretanto, Duarte casa com Bárbara e fica em prisão domiciliária, suspeito da morte de Félix. Enquanto isso, Bárbara engana Duarte, dizendo que está grávida, de forma a que este não a deixe para ficar com Nazaré e tenta aproveitar-se do vício de Cris (João Maneira) para engravidar. Quando percebe que foi enganado, e com o coração ainda a bater por Nazaré, Duarte pede o divórcio e expulsa a mulher de casa. Enlouquecida, ela jura vingança. Bárbara, mascarada, rapta Nazaré. Esta foge e descobre que Cláudia (Liliana Santos) afinal não está morta, mas sim em coma induzido, e salva a amiga que lhe revela que foi Bárbara que matou Félix. Nazaré conta toda a verdade a Duarte sobre Bárbara e este acaba por questionar se está com Toni novamente ao qual ela nega, acabando por lhe dizer que nunca deixou de a amar. Os dois fazem as pazes, mas a história ainda está longe do final feliz. Com a descoberta de que foi Bárbara a verdadeira assassina de Félix, Ismael é considerado inocente pela morte de Félix e sai da cadeia para os braços de Glória.
Quando todos os crimes de Verónica são descobertos, a vilã é obrigada a fugir e é salva por Nuno e, quando ele esta a bordo de um iate, o homem atira Verónica para dentro de um barco de madeira e deixa-a em alto mar para morrer.
Dias depois, Duarte e Toni pedem Nazaré em casamento ao mesmo tempo, e a pescadora fica indecisa, mas aceita o pedido de casamento de Duarte.
Um mês depois do pedido de casamento, durante o suposto casamento de Duarte e Nazaré, Toni aparece de surpresa na cerimónia e tenta convencer a pescadora a ficar com ele, enquanto se emociona. Nazaré fica indecisa, e quando escolhe Toni para passar o resto da sua vida, Toni acorda.
Depois de toda a gente ficar a saber que foi Bárbara quem matou Félix, a vilã cai numa cilada e, em pleno casamento de Duarte e Nazaré, tenta tirar a vida à pescadora. A polícia aparece nesse momento e leva-a para a cadeia, onde a vilã vai permanecer até ao fim dos seus dias. Na hora do adeus, Bárbara declara-se ao ex-marido. Toni interrompe o casamento de Duarte e Nazaré e declara-se à pescadora, mas Nazaré mantem a sua escolha e casa-se com Duarte.
A primeira temporada termina com o casal a festejar o enlace num barco no meio do mar.

## Episódios
| Resumo | Resumo | Episódios | Episódios             | Originalmente exibido | Originalmente exibido |
| Resumo | Resumo | Episódios | Episódios             | Estreia da temporada  | Final da temporada    |
| ------ | ------ | --------- | --------------------- | --------------------- | --------------------- |
|        | 1      | 211       | 96                    | 9 de setembro de 2019 | 24 de janeiro de 2020 |
| 115    | 1      | 211       | 27 de janeiro de 2020 | 5 de julho de 2020    |                       |

A primeira temporada da telenovela conta com 180 episódios de produção enquanto que na versão internacional conta apenas com 72 episódios.

## Elenco

### Elenco principal
| Ator/Atriz         | Personagem            | Fase           | Fase         |
| Ator/Atriz         | Personagem            | 1              | 2            |
| ------------------ | --------------------- | -------------- | ------------ |
| Carolina Loureiro  | Nazaré Gomes          | Protagonista   | Protagonista |
| José Mata          | Duarte Tavares Blanco | Protagonista   | Protagonista |
| Afonso Pimentel    | António «Toni» Silva  | Protagonista   | Protagonista |
| Albano Jerónimo    | Félix Blanco          | Antagonista    | Participação |
| Sandra Barata Belo | Verónica Blanco       | Antagonista    | Antagonista  |
| Filipa Areosa      | Bárbara Soares        | Co-Antagonista | Antagonista  |

### Elenco regular
| Ator/Atriz              | Personagem                     | Fase         | Fase         |
| Ator/Atriz              | Personagem                     | 1            | 2            |
| ----------------------- | ------------------------------ | ------------ | ------------ |
| Rogério Samora          | Joaquim Gomes / Carlos Sampaio | Regular      | Regular      |
| Custódia Gallego        | Matilde Gomes                  | Regular      | Regular      |
| Inês Castel-Branco      | Laura Vaz                      | Regular      | Regular      |
| Rui Unas                | Heitor Carvalho                | Regular      | Regular      |
| Ruy de Carvalho         | Floriano Marques               | Regular      | Regular      |
| Márcia Breia            | Ermelinda Marques              | Regular      | Regular      |
| Carlos Areia            | João Pereira                   | Regular      | Regular      |
| Luísa Cruz              | Glória Silva                   | Regular      | Regular      |
| Gonçalo Diniz           | Gonçalo Vaz                    | Regular      | Regular      |
| Carla Andrino           | Dolores Soares                 | Regular      | Regular      |
| Bárbara Norton de Matos | Sofia Carvalho                 | Regular      | Regular      |
| Pedro Sousa             | Matias Alexandre Silva         | Regular      | Regular      |
| Liliana Santos          | Cláudia Fontes                 | Regular      | Participação |
| Tiago Aldeia            | Ismael Pinto                   | Regular      | Regular      |
| Joana Aguiar            | Érica Telles Blanco            | Regular      | Regular      |
| Guilherme Moura         | Bernardo Maria Telles Blanco   | Regular      | Regular      |
| Madalena Aragão         | Carolina «Carol» Carvalho      | Regular      | Regular      |
| João Maneira            | Cristiano «Cris» Vaz           | Regular      | Regular      |
| Laura Dutra             | Ana Vaz                        | Regular      | Regular      |
| Filipe Matos            | Luís Soares                    | Regular      | Regular      |
| João Diogo Ferreira     | Pipo Carvalho                  | Regular      | Regular      |
| Raquel Sampaio          | Olívia Carla Dias Pereira      | Regular      | Regular      |
| Virgílio Castelo        | António Blanco                 | Participação | Ausente      |
| Aurea                   | Patrícia Finote                | Participação | Ausente      |
| Martinho Silva          | Rogério Castro                 | Participação | Ausente      |
| Gonçalo Oliveira        | Tiago Castro                   | Participação | Ausente      |
| António Pedro Cerdeira  | Nuno Saavedra                  | Ausente      | Participação |
| Grace Mendes            | Isabel d'Aires                 | Ausente      | Participação |

### Personagens Convidadas deTerra Brava
| Ator/Atriz       | Personagem                             | Fase | Fase |
| Ator/Atriz       | Personagem                             | 1    | 2    |
| ---------------- | -------------------------------------- | ---- | ---- |
| Luciana Abreu    | Maria Clementina «Tina» Grilo Macedo   | Sim  | Não  |
| João Baptista    | Padre Ricardo Janeiro / Filipe Sampaio | Sim  | Não  |
| Catarina Gouveia | Diana Esteves                          | Sim  | Não  |
| Catarina Lima    | Vanda                                  | Sim  | Não  |

## Crossover
A 17 de dezembro de 2019, foi revelado que a SIC iria fazer o primeiro crossover da ficção portuguesa, com a novela Terra Brava, também da SIC.
O crossover estreou a 6 de janeiro de 2020 durante as emissões das novelas ‘Nazaré’ e ‘Terra Brava’.

### Escolha do elenco
Ismael e Toni, personagens interpretadas por Tiago Aldeia e Afonso Pimentel, são as personagens de ‘Nazaré’ que se juntam no crossover.
Diana, Padre Ricardo, Tânia e Tina, personagens interpretadas por Catarina Gouveia, João Baptista, Catarina Lima e Luciana Abreu, são as personagens as personagens de ‘Terra Brava’ que se juntam no crossover.

### Gravações
O crossover foi gravado a 17 de dezembro de 2019 e o encontro entre os dois mundos da ficção da SIC foi no ‘Carrossel’, o décor da novela ‘Terra Brava’.

## Audiências
“Nazaré” estreou a 9 de setembro de 2019 com 15.6 de audiência e 29.9% de share, com cerca de 1 milhão e 476 mil espectadores, na liderança, com um pico de 16.9 de audiência e 32.3% de share, sendo o segundo programa mais visto do dia.
No segundo episódio da 1.ª temporada, a trama de Sandra Santos rendeu à SIC uma audiência média de 14.4 de rating e 28.1% de quota média de mercado, com 1 milhão e 366 mil espectadores, deixando a concorrência de “Amar Depois de Amar” a cerca de 600 mil espectadores. No seu melhor momento, já a caminho do fim, “Nazaré” dava à SIC um resultado de 15.6 de rating e 30.0% de share.
No terceiro episódio da 1.ª temporada, a telenovela bateu um recorde de share alcançando 14.8 de rating e 30.7% de share, com um pico de 16.1 / 34.9%.
O crossover que cruzou "Nazaré" e "Terra Brava" estreou a 6 de janeiro de 2020 com 14.8 de rating e 28.8% de share, alcançando 1 milhão e 400 mil espectadores, durante a emissão de "Nazaré". Durante a emissão de "Terra Brava" registou 12.2 de rating e 29.8% de share, alcançando 1 milhão e 158 mil espectadores.
A 18 de novembro de 2019, a 1.ª temporada de "Nazaré" bate seu 1º recorde de rating alcançando 16.1 de rating e 31.2% de share com 1 milhão e 521 mil espectadores. Com um pico de 17.0 / 33.7%. Até essa data, esse tinha sido o episódio mais visto desde o final de Amor Maior (2017).
A 19 de novembro de 2019, a 1.ª temporada de "Nazaré" bate seu recorde de rating alcançando 16.2 de rating e 30.8% de share, com 1 milhão e 536 mil espectadores. O pico foi de 17.0 / 31.8%.
A 25 de março de 2020, a 1.ª temporada de "Nazaré" bate seu recorde de rating alcançando 16.3 de rating e 27.4% de share, com 1 milhão e 544 mil espectadores. Teve um pico de 17.0 / 28.5%.
A 26 de março de 2020, a 1.ª temporada de "Nazaré" manteve seu recorde de rating alcançando 16.3 de rating e 27.7% de share, com 1 milhão e 541 mil espectadores. O pico foi de 17.0 / 29.6%.
A 27 de março de 2020, a 1.ª temporada de "Nazaré" bateu um recorde de rating alcançando 17.1 de rating e 28.0% de share, com 1 milhão e 618 mil espectadores. Teve um pico de 17.9 / 29.1%.
A 30 de março de 2020, a 1.ª temporada de "Nazaré" bateu um recorde de rating alcançando 17.4 de rating e 28.6% de share, com 1 milhão e 646 mil espectadores. Com um pico de 18.3 / 31.2%, sendo o episódio que teve o maior pico do dia e da novela até então.
A 1 de abril de 2020, a 1.ª temporada de "Nazaré" manteve seu recorde de rating alcançando 17.4 de rating e 28.1% de share, com 1 milhão e 647 mil espectadores. Com um pico de 18.0 / 28.4%.
A 23 de abril de 2020, a 1.ª temporada de "Nazaré" bate seu recorde de rating, alcançando 17.7 de rating e 28.9% de share, com 1 milhão e 673 mil espectadores, o que acabou por ser o melhor registo da novela.
O último episódio da 1.ª temporada de “Nazaré”, exibido a 5 de julho de 2020, terminou alcançando 17.5 de audiência e 32.5% de share com cerca de 1 milhão e 652 mil espectadores, na liderança. No melhor momento, a novela chegou aos 18.9 de rating e 34.6% de share, sendo este o final mais visto de uma novela da SIC desde Mar Salgado (2015).
| Média | Média     | Episódios transmitidos | Rating | Share | Ref.   |
| ----- | --------- | ---------------------- | ------ | ----- | ------ |
| 2019  | Setembro  | 16 episódios           | 13.7   | 27.6% | [ 23 ] |
| 2019  | Outubro   | 23 episódios           | 13.4   | 26.7% | [ 24 ] |
| 2019  | Novembro  | 21 episódios           | 13.8   | 27.3% | [ 25 ] |
| 2019  | Dezembro  | 19 episódios           | 13.6   | 26.8% | [ 26 ] |
| 2020  | Janeiro   | 22 episódios           | 14.2   | 27.7% | [ 27 ] |
| 2020  | Fevereiro | 19 episódios           | 14.2   | 28.3% | [ 28 ] |
| 2020  | Março     | 22 episódios           | 15.2   | 27.5% | [ 29 ] |
| 2020  | Abril     | 22 episódios           | 16.7   | 27.6% | [ 30 ] |
| 2020  | Maio      | 21 episódios           | 16.1   | 28.4% | [ 31 ] |
| 2020  | Junho     | 22 episódios           | 15.3   | 28.0% | [ 32 ] |
| 2020  | Julho     | 4 episódios            | 17.1   | 30.8% | ...    |
| Total | Total     | 211 episódios          | 14.8   | 27.9% |        |